# HD 81575
HD 81575 è una stella gigante rossa di magnitudine 6,38 situata nella costellazione delle Vele. Dista 790 anni luce dal sistema solare.

## Osservazione
Si tratta di una stella situata nell'emisfero celeste australe. La sua posizione moderatamente australe fa sì che questa stella sia osservabile specialmente dall'emisfero sud, in cui si mostra alta nel cielo nella fascia temperata; dall'emisfero boreale la sua osservazione risulta invece più penalizzata, specialmente al di fuori della sua fascia tropicale. Essendo di magnitudine pari a 6,4, non è osservabile ad occhio nudo; per poterla scorgere è sufficiente comunque anche un binocolo di piccole dimensioni, a patto di avere a disposizione un cielo buio.
Il periodo migliore per la sua osservazione nel cielo serale ricade nei mesi compresi fra febbraio e giugno; nell'emisfero sud è visibile anche per buona parte dell'inverno, grazie alla declinazione australe della stella, mentre nell'emisfero nord può essere osservata limitatamente durante i mesi primaverili boreali.

## Caratteristiche fisiche
La stella è una gigante rossa; possiede una magnitudine assoluta di -0,54 e la sua velocità radiale positiva indica che la stella si sta allontanando dal sistema solare.
Studi sulla sua luminosità hanno mostrato che HD 81575 è una stella variabile: la sua magnitudine varia tra i valori di 6,26 e 6,39 all'incirca ogni 120 giorni; la piccola irregolarità del periodo inducono a ritenere che si tratti di una variabile semiregolare.